# I liga urugwajska w piłce nożnej (1997)
- Mistrz Urugwaju 1997: CA Peñarol
- Wicemistrz Urugwaju 1997: Defensor Sporting
- Copa Libertadores 1998:  CA Peñarol, Club Nacional de Football (najlepsi w turnieju Liguilla Pre-Libertadores)
- Copa Mercosur 1998: CA Peñarol, Club Nacional de Football (najlepsi w turnieju Liguilla Pre-Libertadores)
- Copa CONMEBOL 1998: Huracán Buceo Montevideo (trzeci w Liguilla Pre-Libertadores)
- Spadek do drugiej ligi: Racing Montevideo, Danubio FC
- Awans z drugiej ligi: Villa Española Montevideo, CA Bella Vista

Mistrzostwa Urugwaju w roku 1997 podzielone zostały na dwa turnieje - Apertura i Clausura. Mistrz turnieju Apertura zmierzył się z najlepszym klubem w tabeli całorocznej, a zwycięzca tego pojedynku awansował do finału, w którym o tytuł mistrz Urugwaju stoczył pojedynek z mistrzem turnieju Clausura. Zwycięzca finału został mistrzem Urugwaju, a przegrany - wicemistrzem. Na koniec sezonu rozegrany został turniej Liguilla Pre-Libertadores, który wyłonił kluby mające reprezentować Urugwaj w Copa Libertadores 1998 i Copa Mercosur 1998, a także klub mający wystąpić w Copa CONMEBOL 1998.

## Torneo Apertura 1997

### Apertura 1
| Mecze 1 marca i 2 marca 1997                           |
| ------------------------------------------------------ |
| CA Peñarol - Rampla Juniors 1:1                        |
| Club Nacional de Football - River Plate Montevideo 2:0 |
| Huracán Buceo Montevideo - Liverpool Montevideo 2:3    |
| Rentistas Montevideo - Montevideo Wanderers 0:1        |
| Racing Montevideo - CA Cerro 1:1                       |
| Defensor Sporting - Danubio FC 4:0                     |

### Apertura 2
| Mecze 8 marca i 9 marca 1997                                                  |
| ----------------------------------------------------------------------------- |
| Montevideo Wanderers - Defensor Sporting 0:2                                  |
| Club Nacional de Football - Rampla Juniors 3:2                                |
| Danubio FC - Rentistas Montevideo 0:1                                         |
| Racing Montevideo - Huracán Buceo Montevideo 0:1                              |
| CA Cerro - Liverpool Montevideo 2:1                                           |
| CA Peñarol - River Plate Montevideo 2:3 mecz rozegrany został 9 kwietnia 1997 |

### Apertura 3
| Mecze 15 marca i 16 marca 1997                                         |
| ---------------------------------------------------------------------- |
| Danubio FC - Club Nacional de Football 0:1                             |
| Rentistas Montevideo - River Plate Montevideo 1:4                      |
| Defensor Sporting - CA Cerro 1:0                                       |
| Liverpool Montevideo - Montevideo Wanderers 2:1                        |
| Huracán Buceo Montevideo - Rampla Juniors 1:2                          |
| CA Peñarol - Racing Montevideo 4:0 mecz rozegrany został 25 marca 1997 |

### Apertura 4
| Mecze 22 marca i 23 marca 1997                                             |
| -------------------------------------------------------------------------- |
| CA Peñarol - Rentistas Montevideo 3:0                                      |
| Club Nacional de Football - Huracán Buceo Montevideo 5:1                   |
| Defensor Sporting - Liverpool Montevideo 1:1                               |
| River Plate Montevideo - Danubio FC 3:1                                    |
| CA Cerro - Montevideo Wanderers 1:1                                        |
| Racing Montevideo - Rampla Juniors 0:1 mecz rozegrany został 30 marca 1997 |

### Apertura 5
| Mecze 5 kwietnia i 6 kwietnia 1997                                                      |
| --------------------------------------------------------------------------------------- |
| Racing Montevideo - River Plate Montevideo 1:1                                          |
| Montevideo Wanderers - CA Peñarol 1:4                                                   |
| Huracán Buceo Montevideo - CA Cerro 1:0                                                 |
| Rentistas Montevideo - Defensor Sporting 0:4                                            |
| Danubio FC - Rampla Juniors 1:0                                                         |
| Liverpool Montevideo - Club Nacional de Football 0:3 mecz rozegrany został 22 maja 1997 |

### Apertura 6
| Mecze 12 kwietnia i 13 kwietnia 1997                                            |
| ------------------------------------------------------------------------------- |
| CA Peñarol - Defensor Sporting 2:1                                              |
| Danubio FC - Racing Montevideo 4:1                                              |
| Montevideo Wanderers - Huracán Buceo Montevideo 2:0                             |
| River Plate Montevideo - Rampla Juniors 4:0                                     |
| Liverpool Montevideo - Rentistas Montevideo 0:0                                 |
| Club Nacional de Football - CA Cerro 5:2 mecz rozegrany został 27 kwietnia 1997 |

### Apertura 7
| Mecze 19 kwietnia i 20 kwietnia 1997                 |
| ---------------------------------------------------- |
| Montevideo Wanderers - Club Nacional de Football 0:2 |
| Liverpool Montevideo - CA Peñarol 1:1                |
| Defensor Sporting - River Plate Montevideo 1:2       |
| Rampla Juniors - CA Cerro 2:1                        |
| Rentistas Montevideo - Racing Montevideo 1:2         |
| Huracán Buceo Montevideo - Danubio FC 1:2            |

### Apertura 8
| Mecze 3 maja i 4 maja 1997                        |
| ------------------------------------------------- |
| Club Nacional de Football - Racing Montevideo 1:1 |
| Danubio FC - CA Peñarol 0:1                       |
| River Plate Montevideo - Liverpool Montevideo 2:2 |
| Defensor Sporting - Huracán Buceo Montevideo 1:0  |
| CA Cerro - Rentistas Montevideo 0:0               |
| Rampla Juniors - Montevideo Wanderers 0:4         |

### Apertura 9
| Mecze 10 maja i 11 maja 1997                        |
| --------------------------------------------------- |
| Huracán Buceo Montevideo - Rentistas Montevideo 2:0 |
| CA Peñarol - Club Nacional de Football 2:0          |
| Defensor Sporting - Racing Montevideo 2:1           |
| Montevideo Wanderers - River Plate Montevideo 1:1   |
| Danubio FC - CA Cerro 1:0                           |
| Liverpool Montevideo - Rampla Juniors 2:0           |

### Apertura 10
| Mecze 17 maja i 18 maja 1997                                              |
| ------------------------------------------------------------------------- |
| Danubio FC - Montevideo Wanderers 1:1 mecz rozegrany został 30 marca 1997 |
| Club Nacional de Football - Defensor Sporting 4:2                         |
| CA Cerro - CA Peñarol 1:1                                                 |
| River Plate Montevideo - Huracán Buceo Montevideo 3:3                     |
| Rampla Juniors - Rentistas Montevideo 3:0                                 |
| Liverpool Montevideo - Racing Montevideo 2:1                              |

### Apertura 11
| Mecze 24 maja i 25 maja 1997                                                        |
| ----------------------------------------------------------------------------------- |
| Liverpool Montevideo - Danubio FC 1:0 mecz rozegrany został 27 kwietnia 1997        |
| Racing Montevideo - Montevideo Wanderers 0:0 mecz rozegrany został 27 kwietnia 1997 |
| Huracán Buceo Montevideo - CA Peñarol 3:1                                           |
| Rampla Juniors - Defensor Sporting 1:1                                              |
| Rentistas Montevideo - Club Nacional de Football 1:0                                |
| River Plate Montevideo - CA Cerro 1:0                                               |

### Tabela końcowa Apertura 1997
| Poz | Klub                      | Mecze | Zw | Rem | Por | Pkt | BrZd | BrStr |
| --- | ------------------------- | ----- | -- | --- | --- | --- | ---- | ----- |
| 1   | Club Nacional de Football | 11    | 8  | 1   | 2   | 25  | 26   | 11    |
| 2   | River Plate Montevideo    | 11    | 6  | 4   | 1   | 22  | 24   | 14    |
| 3   | CA Peñarol                | 11    | 6  | 3   | 2   | 21  | 22   | 11    |
| 4   | Defensor Sporting         | 11    | 6  | 2   | 3   | 20  | 20   | 11    |
| 5   | Liverpool Montevideo      | 11    | 5  | 4   | 2   | 19  | 15   | 13    |
| 6   | Rampla Juniors            | 11    | 4  | 2   | 5   | 14  | 12   | 18    |
| 7   | Montevideo Wanderers      | 11    | 3  | 4   | 4   | 13  | 12   | 13    |
| 8   | Huracán Buceo Montevideo  | 11    | 4  | 1   | 6   | 13  | 15   | 19    |
| 9   | Danubio FC                | 11    | 4  | 1   | 6   | 13  | 10   | 14    |
| 10  | Rentistas Montevideo      | 11    | 2  | 2   | 7   | 8   | 4    | 19    |
| 11  | CA Cerro                  | 11    | 1  | 4   | 6   | 7   | 8    | 15    |
| 12  | Racing Montevideo         | 11    | 1  | 4   | 6   | 7   | 8    | 18    |

## Torneo Clausura 1997

### Clausura 1
| Mecze 26 lipca i 27 lipca 1997 |
| --- |
| River Plate Montevideo - Club Nacional de Football 3:1                                                                                 |
| Defensor Sporting - Danubio FC 3:2 |
| Liverpool Montevideo - Huracán Buceo Montevideo 1:1                                                                                    |
| Rentistas Montevideo - Montevideo Wanderers 2:1                                                                                        |
| CA Cerro - Racing Montevideo 5:1 |
| CA Peñarol - Rampla Juniors 2:0 walkower mecz przerwany w 48 minucie przy stanie 0:0, zweryfikowany na 2:0 walkower dla Rampla Juniors |

### Clausura 2
| Mecze 2 sierpnia i 3 sierpnia 1997               |
| ------------------------------------------------ |
| Rampla Juniors - Club Nacional de Football 2:2   |
| River Plate Montevideo - CA Peñarol 0:3          |
| Rentistas Montevideo - Danubio FC 3:2            |
| Huracán Buceo Montevideo - Racing Montevideo 1:1 |
| Liverpool Montevideo - CA Cerro 3:1              |
| Defensor Sporting - Montevideo Wanderers 2:0     |

### Clausura 3
| Mecze 9 sierpnia i 10 sierpnia 1997               |
| ------------------------------------------------- |
| Racing Montevideo - CA Peñarol 1:1                |
| Club Nacional de Football - Danubio FC 1:1        |
| Montevideo Wanderers - Liverpool Montevideo 1:2   |
| River Plate Montevideo - Rentistas Montevideo 1:0 |
| Rampla Juniors - Huracán Buceo Montevideo 0:1     |
| CA Cerro - Defensor Sporting 1:1                  |

### Clausura 4
| Mecze 23 sierpnia i 24 sierpnia 1997                     |
| -------------------------------------------------------- |
| CA Peñarol - Rentistas Montevideo 7:1                    |
| Liverpool Montevideo - Defensor Sporting 1:1             |
| Racing Montevideo - Rampla Juniors 2:1                   |
| Montevideo Wanderers - CA Cerro 0:0                      |
| Club Nacional de Football - Huracán Buceo Montevideo 4:1 |
| Danubio FC - River Plate Montevideo 1:1                  |

### Clausura 5
| Mecze 6 września i 7 września 1997                                                              |
| ----------------------------------------------------------------------------------------------- |
| CA Peñarol - Montevideo Wanderers 1:1                                                           |
| Club Nacional de Football - Liverpool Montevideo 3:3                                            |
| River Plate Montevideo - Racing Montevideo 2:1                                                  |
| Rampla Juniors - Danubio FC 4:2                                                                 |
| CA Cerro - Huracán Buceo Montevideo 3:0                                                         |
| Defensor Sporting - Rentistas Montevideo 1:0 mecz rozegrany później niż pozostałe mecze kolejki |

### Clausura 6
| Mecz                                                |
| --------------------------------------------------- |
| Rampla Juniors - River Plate Montevideo 0:1         |
| Defensor Sporting - CA Peñarol 3:2                  |
| Rentistas Montevideo - Liverpool Montevideo 0:0     |
| Club Nacional de Football - CA Cerro 2:0            |
| Huracán Buceo Montevideo - Montevideo Wanderers 2:0 |
| Racing Montevideo - Danubio FC 3:2                  |

### Clausura 7
| Mecze 20 września i 21 września 1997                 |
| ---------------------------------------------------- |
| CA Peñarol - Liverpool Montevideo 4:0                |
| Danubio FC - Huracán Buceo Montevideo 1:3            |
| Club Nacional de Football - Montevideo Wanderers 1:2 |
| River Plate Montevideo - Defensor Sporting 0:1       |
| Racing Montevideo - Rentistas Montevideo 3:1         |
| CA Cerro - Rampla Juniors 2:1                        |

### Clausura 8
| Mecze 27 września i 28 września 1997              |
| ------------------------------------------------- |
| Club Nacional de Football - Racing Montevideo 2:1 |
| CA Peñarol - Danubio FC 2:1                       |
| Huracán Buceo Montevideo - Defensor Sporting 1:1  |
| Liverpool Montevideo - River Plate Montevideo 2:1 |
| Rentistas Montevideo - CA Cerro 1:0               |
| Montevideo Wanderers - Rampla Juniors 1:0         |

### Clausura 9
| Mecze 18 października i 19 października 1997        |
| --------------------------------------------------- |
| CA Peñarol - Club Nacional de Football 4:3          |
| Defensor Sporting - Racing Montevideo 1:0           |
| River Plate Montevideo - Montevideo Wanderers 2:1   |
| Huracán Buceo Montevideo - Rentistas Montevideo 2:0 |
| Rampla Juniors - Liverpool Montevideo 0:0           |
| CA Cerro - Danubio FC 0:0                           |

### Clausura 10
| Mecze 25-27 października 1997                                                  |
| ------------------------------------------------------------------------------ |
| River Plate Montevideo - Huracán Buceo Montevideo 1:0 mecz rozegrany wcześniej |
| CA Peñarol - CA Cerro 4:3                                                      |
| Defensor Sporting - Club Nacional de Football 0:1                              |
| Liverpool Montevideo - Racing Montevideo 2:0                                   |
| Danubio FC - Montevideo Wanderers 0:1                                          |
| Rentistas Montevideo - Rampla Juniors 1:1                                      |

### Clausura 11
| Mecze 1 listopada i 2 listopada 1997                 |
| ---------------------------------------------------- |
| Rentistas Montevideo - Club Nacional de Football 1:0 |
| Danubio FC - Liverpool Montevideo 1:1                |
| Defensor Sporting - Rampla Juniors 2:1               |
| CA Peñarol - Huracán Buceo Montevideo 1:0            |
| CA Cerro - River Plate Montevideo 1:0                |
| Racing Montevideo - Montevideo Wanderers 1:1         |

### Tabela końcowa Clausura 1997
| Poz | Klub                      | Mecze | Zw | Rem | Por | Pkt | BrZd | BrStr |
| --- | ------------------------- | ----- | -- | --- | --- | --- | ---- | ----- |
| 1   | Defensor Sporting         | 11    | 7  | 3   | 1   | 24  | 16   | 9     |
| 2   | CA Peñarol                | 11    | 7  | 2   | 2   | 23  | 29   | 15    |
| 3   | River Plate Montevideo    | 11    | 6  | 1   | 4   | 19  | 12   | 11    |
| 4   | Liverpool Montevideo      | 11    | 4  | 6   | 1   | 18  | 15   | 13    |
| 5   | CA Cerro                  | 11    | 4  | 3   | 4   | 15  | 16   | 13    |
| 6   | Club Nacional de Football | 11    | 4  | 3   | 4   | 15  | 20   | 18    |
| 7   | Huracán Buceo Montevideo  | 11    | 4  | 3   | 4   | 15  | 12   | 13    |
| 8   | Rentistas Montevideo      | 11    | 4  | 2   | 5   | 14  | 10   | 18    |
| 9   | Montevideo Wanderers      | 11    | 3  | 3   | 5   | 12  | 9    | 13    |
| 10  | Racing Montevideo         | 11    | 3  | 3   | 5   | 12  | 14   | 19    |
| 11  | Rampla Juniors            | 11    | 2  | 3   | 6   | 9   | 12   | 14    |
| 12  | Danubio FC                | 11    | 0  | 4   | 7   | 4   | 13   | 22    |

## Tabela całoroczna 1997
| Poz | Klub                      | Mecze | Zw | Rem | Por | Pkt | BrZd | BrStr |
| --- | ------------------------- | ----- | -- | --- | --- | --- | ---- | ----- |
| 1   | CA Peñarol                | 22    | 13 | 5   | 4   | 44  | 51   | 26    |
| 2   | Defensor Sporting         | 22    | 13 | 5   | 4   | 44  | 36   | 20    |
| 3   | River Plate Montevideo    | 22    | 12 | 5   | 5   | 41  | 36   | 25    |
| 4   | Club Nacional de Football | 22    | 12 | 4   | 6   | 40  | 46   | 29    |
| 5   | Liverpool Montevideo      | 22    | 9  | 10  | 3   | 37  | 30   | 26    |
| 6   | Huracán Buceo Montevideo  | 22    | 8  | 4   | 10  | 28  | 27   | 32    |
| 7   | Montevideo Wanderers      | 22    | 6  | 7   | 9   | 25  | 21   | 26    |
| 8   | Rampla Juniors            | 22    | 6  | 5   | 11  | 23  | 24   | 32    |
| 9   | CA Cerro                  | 22    | 5  | 7   | 10  | 22  | 24   | 28    |
| 10  | Rentistas Montevideo      | 22    | 6  | 4   | 12  | 22  | 14   | 37    |
| 11  | Racing Montevideo         | 22    | 4  | 7   | 11  | 19  | 22   | 37    |
| 12  | Danubio FC                | 22    | 4  | 5   | 13  | 17  | 23   | 36    |

Bezpośrednio do drugiej ligi spadły Racing Montevideo i Danubio FC. Na ich miejsce awansowały dwa najlepsze kluby drugoligowe CA Bella Vista i Villa Española Montevideo. Rentistas Montevideo rozegrał baraż z trzecim zespołem z drugiej ligi Progreso Montevideo.
Baraż o utrzymanie się w pierwszej lidze
| Data            | Mecz                                           |
| --------------- | ---------------------------------------------- |
| 7 grudnia 1997  | Progreso Montevideo - Rentistas Montevideo 2:2 |
| 10 grudnia 1997 | Rentistas Montevideo - Progreso Montevideo 3:1 |

Rentistas Montevideo pozostał w pierwszej lidze, a Progreso Montevideo w drugiej.

### Klasyfikacja strzelców bramek
| Gole | Piłkarz          | Klub       |
| ---- | ---------------- | ---------- |
| 10   | Pablo Bengoechea | CA Peñarol |

## Campeonato Uruguay 1997

### 1/2 finału
O awans do decydującej gry o tytuł mistrza Urugwaju zmierzył się najlepszy klub z tabeli całorocznej CA Peñarol z mistrzem turnieju Apertura Club Nacional de Football. Zwycięzca tego pojedynku miał prawo zmierzyć się z mistrzem turnieju Clausura o tytuł mistrza Urugwaju.
| Data             | Mecz                                       |
| ---------------- | ------------------------------------------ |
| 5 listopada 1997 | CA Peñarol - Club Nacional de Football 3:2 |

### Finał
| Data              | Mecz |
| ----------------- | --- |
| 9 listopada 1997  | CA Peñarol - Defensor Sporting 1:0 Serafín Fabricio García 38                                            |
| 12 listopada 1997 | CA Peñarol - Defensor Sporting 3:0 Pablo Bengoechea 30, Antonio Pacheco D’Agosti 80, Marcelo Zalayeta 88 |

Mistrzem Urugwaju w roku 1997 został CA Peñarol, natomiast wicemistrzem - Defensor Sporting.

## Liguilla Pre-Libertadores 1997

### Kolejka 1
| Mecze 20 listopada i 21 listopada 1997 |
| --- |
| River Plate Montevideo - Defensor Sporting 2:2 1:0 Diego Viera, 2:0 Hernán Rodrigo López, 2:1 Diego Díaz, 2:2 Manuel Abreu                                                            |
| Río Negro San José - CA Peñarol 1:5 0:1 Pablo Bengoechea, 0:2 Antonio Pacheco D’Agosti, 0:3 Antonio Pacheco D’Agosti, 0:4 Jorge Gonçálvez, 1:4 Jorge Hiriart, 1:5 Juan Carlos de Lima |
| Huracán Buceo Montevideo - Punta del Este 4:1 1:0 Roberto Bobadilla, 2:0 Roberto Bobadilla, 2:1 Celestino Tejera, 3:1 Elvio Pappa, 4:1 Luigi Rodríguez                                |
| Liverpool Montevideo - Club Nacional de Football 0:3 0:1 Fabián Coelho, 0:2 Mario Barilko, 0:3 Mario Barilko                                                                          |

### Kolejka 2
| Mecze 22 listopada i 23 listopada 1997 |
| --- |
| CA Peñarol - Defensor Sporting 1:0 1:0 Marcelo Zalayeta |
| River Plate Montevideo - Río Negro San José 8:0 Martín Rodríguez, Gustavo Díaz(2), Pablo Tiscornia, Diego Vicente Aguirre(2), Hernán Rodrigo López, Hebert dos Santos |
| Club Nacional de Football - Punta del Este 3:0 1:0 Jorge Delgado, 2:0 José Luis Zalazar, 3:0 Mario Barilko                                                            |
| Huracán Buceo Montevideo - Liverpool Montevideo 2:0 Luigi Rodríguez(2)                                                                                                |

### Kolejka 3
| Mecze 26 listopada i 28 listopada 1997 |
| --- |
| Defensor Sporting - Río Negro San José 3:0 1:0 Manuel Abreu, 2:0 Jorge da Silva, 3:0 Tabaré Silva                                                             |
| CA Peñarol - River Plate Montevideo 3:1 1:0 Luis María Romero, 1:1 Raúl Alejandro Salazar k, 2:1 Antonio Pacheco D’Agosti, 2:2 Marcelo Zalayeta               |
| Punta del Este - Liverpool Montevideo 1:4 1:0 Paulo Sienra, 1:1 Néstor Correa, 1:2 Miguel Mesones, 1:3 Andreé Aníbal González, 1:4 Fabián Andrés Césaro       |
| Club Nacional de Football - Huracán Buceo Montevideo 4:1 1:0 Mario Barilko, 2:0 Mario Barilko, 3:0 Mario Barilko, 3:1 Mario Marcelo Carballo, 4:1 Juan Ravera |

### Tabele
| Poz | Klub                   | Mecze | Zw | Rem | Por | Pkt | BrZd | BrStr |
| --- | ---------------------- | ----- | -- | --- | --- | --- | ---- | ----- |
| 1   | CA Peñarol             | 3     | 3  | 0   | 0   | 9   | 9    | 2     |
| 2   | River Plate Montevideo | 3     | 1  | 1   | 1   | 4   | 11   | 5     |
| 3   | Defensor Sporting      | 3     | 1  | 1   | 1   | 4   | 5    | 3     |
| 4   | Río Negro San José     | 3     | 0  | 0   | 3   | 0   | 1    | 16    |

| Poz | Klub                      | Mecze | Zw | Rem | Por | Pkt | BrZd | BrStr |
| --- | ------------------------- | ----- | -- | --- | --- | --- | ---- | ----- |
| 1   | Club Nacional de Football | 3     | 3  | 0   | 0   | 9   | 10   | 1     |
| 2   | Huracán Buceo Montevideo  | 3     | 2  | 0   | 1   | 6   | 7    | 5     |
| 3   | Liverpool Montevideo      | 3     | 1  | 0   | 2   | 4   | 4    | 6     |
| 4   | Punta del Este            | 3     | 0  | 0   | 3   | 0   | 2    | 11    |

### 1/2 finału
| Mecze 1 grudnia i 2 grudnia 1997 |
| --- |
| Huracán Buceo Montevideo - CA Peñarol 0:1 Marcelo Zalayeta 42 |
| River Plate Montevideo - Club Nacional de Football 1:1, karne 2:4 Pablo Daniel Gaglianone 47 - Jorge Delgado 93 karne: 0:0 Juan Ramón Carrasco (obronił D.Monserrat), 1:0 Rubén Alzueta, 1:1 José Luis Zalazar, 1:1 Pablo Daniel Gaglianone (obronił Carlos Nicola), 1:2 Mario Barilko, 2:2 Gustavo Díaz, 2:3 Washington Rodríguez, 2:3 Hernán Rodrigo López (obok), 2:4 Rubén Sosa |

### Finał
| Mecz finałowy |
| --- |
| 5 grudnia 1997 Montevideo Estadio Centenario CA Peñarol - Club Nacional de Football 3:1(2:1) Widzowie: 36 000 Sędzia: Jorge Luis Nieves (Héctor Bonora, Rubén Meneses) Bramki: 1:0 Marcelo Zalayeta 2, 2:0 Luis María Romero 32, 2:1 Rubén Sosa 42, 3:1 Marcelo Zalayeta 83 Żółte kartki: Nelson Artigas Olveira, Rubén Pereira, Pablo Bengoechea, Antonio Pacheco D’Agosti / Diego Arturo Tito, Sebastián Darío Morquio, Fabián Coelho Czerwone kartki: - / Diego Arturo Tito 55, Damián Rodríguez 78, Mario Barilko 89 Club Atlético Peñarol: Claudio Flores - Serafín Fabricio García, Nelson Artigas Olveira, Jorge Gonçálvez, Robert Lima, Nicolás Rotundo, Rubén Pereira, Pablo Bengoechea (73 José Cancela), Antonio Pacheco D’Agosti (82 Martín Adrián García), Luis María Romero (59 Marcelo de Souza), Marcelo Zalayeta. Trener: Gregorio Elso Pérez. Club Nacional de Football: Carlos Nicola - Julio Tony Gómez, Damián Rodríguez, Sebastián Darío Morquio (46 J.Kanapkis), R.Suárez (46 Washington Rodríguez), Fabián Coelho, Diego Arturo Tito, Mario Barilko, José Luis Zalazar, Rubén Sosa, Juan Ravera (76 Juan Ramón Carrasco). Trener: Roberto Fleitas. |

CA Peñarol i Club Nacional de Football zakwalifikowały się do Copa Libertadores 1998 i Copa Mercosur 1998. Huracán Buceo Montevideo zakwalifikował się do Copa CONMEBOL 1998.